# Nagurus tahitiensis
Nagurus tahitiensis là một loài chân đều trong họ Trachelipodidae. Loài này được Jackson miêu tả khoa học năm 1935.